# Змішання (роман)
Змішання (англ.: The Confusion) — це науково-фантастичний роман Ніла Стівенсона, другий том Барокового циклу, що складається з двох романів або книг Бонанса і Альянс. У 2005 році твір виборов премію Локус разом з наступним і останнім томом циклу — Система світу.

## Особливості
Подібно до інших томів циклу, Змішання об'єднало в собі декілька романів. Однак, на відміну від інших, цей том містить два романи, дія котрих відбувається у різний час (1689-1702 рр.) і в протилежних частинах світу. На сторінках Змішання чергуються глави Бонанси та Альянсу, книг 4 і 5 Барокового циклу. 

## Сюжет
Хоча під обкладинкою тому романи Альянс і Бонанса перемішані, тут вони розглядатимуться як окремі сутності, відповідно до авторського початкового задуму.

### Бонанса
Початок роману змальовує галерника, що повернувся до свідомості після трьох років проведених у сифілітичному маренні. Оточений іншими рабами, він не тільки згадує своє минуле, але й долучається до змови, що покладе початок його навколосвітній мандрівці. Порт Бонанса, що дав назву твору, стає ареною кульмінаційної пригоди Джека Шафто в його піратській кар'єрі. Здобиччю його корабельної команди стає скарб, цінність якого перевищує будь-які сподівання. До світових держав і сил, що полюватимуть за його головою, долучається Іспанська імперія.
Його команда складається з інтелектуалів та зірвиголов, бізнесменів і мореплавців родом з Африки, Європи, Далекого та Близького Сходу, Месоамерики й Індії. В Каїрі відбувається розв'язка в ділових відносинах цієї команди з їх інвестором, герцогом д'Аркашоном-старшим, що затіяв полювання на Шафто після подій роману Король волоцюг. Команда зарікається піратствувати та, оскільки середземноморські та європейські порти для них усе одно закриті, рушає на схід.
За іронією долі на сході, в Індійському океані вчорашні пірати зазнають нападу своїх колег по залишеному ремеслу. Позбувшись і скарбів, і корабля, ще й втративши частину команди, Джек потрапляє в Ахмедабад. Згодом, зібравши частину команди розпорошеної по індійським володінням Могольської Імперії та незалежним князівствам і заживши слави при Делійському дворі бойовим використанням фосфору, Джек отримує в розпорядження маленький султанат.
Слава про його алхімічні подвиги сягає Європи, звідки прибуває Енох Роот із Джековими синами. Джек показує гостям дива своїх і сусідніх володінь і, зрештою, приводить їх до свого нового проекту — грандіозного за задумом корабля Мінерва (з яким читач, насправді, вже знайомий з перших сторінок Циклу). Вдало залучивши інвестиції, Шафто отримує найкращий добре озброєний корабель, товари та навіть повертає свій колись захоплений місцевими піратами скарб. Відновлена та розширена команда долучається до торгівлі в Індійському та Тихому океанах. Однак, отримавши послання з Йглму Джек вирішує прямувати через Америку до Європи: Мінерва йде в обхід Південної Америки,.частина команди, зокрема, й Шафто прямує через Мексику, де знайомиться з місцевою інквізицією. На Йглмі товариство потрапляє в засідку влаштовану д'Аркашоном-молодшим, з якого благополучно виходять корабель і команда. Натомість, Джек Шафто позбувається впливового ворога, втрачає друга і вдруге в житті спілкується з Королем-Сонцем, за дорученням якого починає дії проти власної Батьківщини.

### Альянс
Події цього роману розгортаються в Англії, Ірландії та Франції, германських державах. Еліза втрачає всі статки набуті в Голландії, коли її корабель захоплює знаменитий Жан Барт, однак у Франції здобуває ще більші й стає герцогинею, дізнається ім'я людини, що продала її в рабство, але в помсті її випереджає коханець, надіславши відрубану голову ворога в дар до заручин. Далекі Джекові пригоди іще в один спосіб позначаються на її долі: її старшого сина викрадено могутньою групою, що прагне отримати викрадений в Бонансі скарб. Боб Шафто в складі Блекторрентського полку воює з католиками на континенті та в Ірландії, знайомиться з Елізою та заручається її підтримкою в пошуках та визволенні своєї коханої. Вотерхауз опиняється в вирі суспільно-політичної боротьби на боці партії вігів та знаходить спосіб залучити до цієї боротьби Ньютона, скориставшись його алхімічними інтересами. Ньютон безплідно працює над узагальнюючою натурфілософічною теорією, дослідженнями апокаліпсису, пошуками філософської ртуті та стає керівником британського Монетного двору й одним з тих, кому так потрібний скарб здобутий Джеком Шафто. Керуючись науковими інтересами, Лейбніц відіграє значну роль у континентальній політиці та очолює Академію наук в Берліні. Захоплений його ідеєю логічної машини, Вотерхауз вирушає в Массачусетську колонію, щоби здійснювати там подібні наукові розробки в тиші й безпеці від інтриг англійської політики.
Значну вагу в розвитку сюжету відіграють історичні битви Дев'ятилітньої війни, спроби відновлення на англійському престолі короля Джеймса ІІ, події пов'язані з формуванням Пруського королівства. Значна увага приділяється економіці та монетарній політиці в Англії та Франції, зокрема, історії створення Англійського банку.

## Відгуки на книгу
Як і інші частини Барокового циклу, Змішання високо цінують за якість і складність оповіді. Кевін Вуд говорить про барокову складність книги та Стівенсове вміння просто пояснити складні речі, що лежать в основі сучасної політики, економіки, філософії та криптографії. Ендрю Леонард в рецензії для Salon.com пише, що в порівнянні зі Ртуттю Другий том Циклу менш навантажений деталями й більш фокусований на стрімкому розвитку закладених у першому томі сюжетних ліній. В той же час, Девід Ларсен у рецензії New Zealand Herald пише про складність сюжету, водночас про його захопливість і підкреслює блискучу назву книги. Назва The Confusion може бути перекладена як плутанина або змішання, чим відображає переплетіння сюжетних ліній і спосіб поєднання романів Бонанса й Альянс у одній книзі, водночас, є терміном, що нагадує про алхімію, як одну з провідних тем Циклу.